# Richard Wagner (Richter)

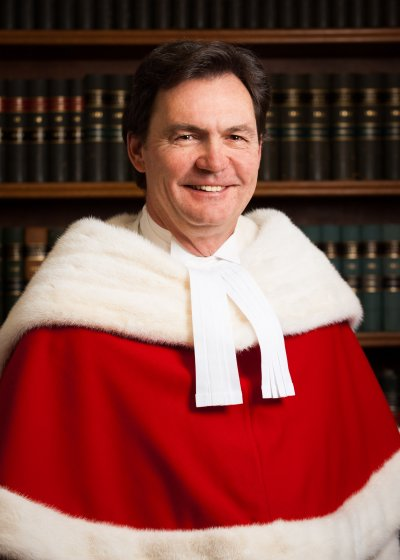
Richard Wagner, 2012

Richard R. Wagner (* 2. April 1957 in Montreal) ist ein kanadischer Jurist und seit 2013 Richter am Obersten Gerichtshof von Kanada. Seit 2017 ist er dessen Vorsitzender.
Vom 21. Januar 2021 bis zum 6. Juli 2021 nahm Wagner, nach dem Rücktritt von Julie Payette als Generalgouverneurin von Kanada, in der Rolle des „Administrator of Canada“ die Aufgaben eines Generalgouverneur wahr. Mit der Ernennung von Mary Simon als 30. Generalgouverneurin von Kanada wurde er von diesen Aufgaben entbunden.

## Familie und Ausbildung
Wagner wurde als Sohn von Claude Wagner und dessen Frau Gisèle Normandeau geboren. Sein Vater war Mitglied der Legislativversammlung von Québec, des kanadischen Parlaments und des kanadischen Senats. Sein Großvater väterlicherseits, Benjamin Wagner, wanderte von Europa nach Drummondville aus. Seine Schulbildung erhielt Wagner unter anderem am Collège Jean-de-Brébeuf in Montreal, wo er 1975 seinen Abschluss machte. Anschließend nahm er das Studium der Politikwissenschaften an der Universität Ottawa auf. Dort wurde ihm 1978 der Bachelor of Science und im folgenden Jahr der Bachelor of Laws verliehen.

## Beruflicher Werdegang
Nach dem Abschluss seines Studiums wurde Wagner 1980 als Rechtsanwalt zugelassen. Bis 2004 arbeitete er vor allem im Bereich des beruflichen Haftungsrecht und beriet unter anderem Rechtsanwälte und Architekten. Zudem befasste er sich mit Fragen des Wirtschaftsrechts und verhandelte verschiedene Sammelklagen. Dabei trat er nicht nur vor den Gerichten Québecs, sondern auch vor dem Obersten Gerichtshof Kanadas auf. Während seiner Zeit als Rechtsanwalt engagierte sich Wagner stark in der Rechtsanwaltskammer von Montreal. Am 24. September 2004 wurde Wagner zum Richter am Obersten Gerichtshof von Québec für den Bezirk Montreal bestellt. Dort war er Mitglied der Kammer für Zivilsachen, der Strafkammer und entschied über Fälle aus dem Handelsrecht. Am 3. Februar 2011 wurde er zum Richter am Appellationsgerichtshof von Québec, ernannt. Am 2. Oktober 2013 gab Premierminister Stephen Harper die Nominierung Wagners als Richter am Obersten Gerichtshof von Kanada bekannt. Nachdem Wagner drei Tage später bestätigt wurde, folgte er Marie Deschamps nach, die sich im August 2012 aus ihrem Amt als Richterin zurückgezogen hatte.